# Maria Persson Löfgren
Maria Persson Löfgren, född 1956, är en svensk journalist, huvudsakligen känd som utrikeskorrespondent.

## Biografi
Löfgren har en bakgrund som utrikesreporter för Sveriges Radio, Sveriges Television och TV4. Hon har även varit frilans i Israel och Moskva. 1993–1998 var hon chefredaktör för Inter Press Service. Därefter var hon från 1999 producent för Studio Ett och vikarierade som Mellanösternkorrespondent.
År 2003 utsågs Löfgren till Sveriges Radios nya Moskvakorrespondent. Hon slutade som Moskvakorrespondent 2008. 2009–2010 var hon Östeuropakorrespondent, placerad i Belgrad. Löfgren blev åter Moskvakorrespondent år 2013.
Den 9 mars 2016 överfölls och rånades Löfgren i samband med en reportageresa i Ingusjien tillsammans med människorättsaktivister och andra journalister. Organisationen Committee to Protect Journalists menade att attacken möjliggjordes av Rysslands brist på agerande när journalister hotas. Även Sveriges utrikesminister Margot Wallström kommenterade attacken.
Löfgren slutade som Moskvakorrespondent 2018.
Löfgren är sedan åtminstone februari 2022 Rysslandskorrespondent på Sveriges Radio.

## Familj
Maria Persson Löfgren var från 1987 till 1999 gift med journalisten Peter Löfgren, även han utrikeskorrespondent. De har tre barn tillsammans, däribland författaren och journalisten Emma Bouvin (född 1982). Maria Persson Löfgren har sedan ytterligare ett barn från ett senare förhållande.